# Kościół św. Stanisława we Wschowie
Kościół pw. św. Stanisława we Wschowie – rzymskokatolicki kościół parafialny we Wschowie, w województwie lubuskim. Należy do dekanatu Wschowa diecezji zielonogórsko-gorzowskiej.

## Historia
Pierwsza wzmianka o istnieniu parafii we Wschowie pochodzi z dokumentu z 1326 roku, w którym miejscowy proboszcz Jordan pełnił rolę świadka. Sama parafia i kościół zapewne istniały już wcześniej. Budowla wielokrotnie została zniszczona podczas licznych pożarów Wschowy, między innymi w latach 1435 i 1529. 
Po drugim pożarze kościół został odbudowany, dzięki szczodrości i działaniom kanonika wrocławskiego Mateusza Lamprechta, urodzonego we Wschowie. Podczas reformacji, przez kilka lat, świątynia była używana przez protestantów. Zwrócili ją gminie katolickiej w 1604 roku. Po raz kolejny kościół obrócił się w zgliszcza w 1685 roku, a mała parafia katolicka nie mogła sobie poradzić z jego odbudowaniem. 
Ostatecznie, świątynia została odbudowana w latach 1720-1726 według projektu słynnego włoskiego architekta Pompeo Ferrariego. W takim stanie kościół zachował się do dziś. Jest to kościół bazylikowy o trzech nawach, reprezentujący styl barokowy, z elementami architektury gotyckiej. Wyposażenie wnętrza jest utrzymane w stylu barokowym i pochodzi z XVIII stulecia. 

## Wyposażenie
W ołtarzu głównym mieści się obraz Wniebowzięcia Najświętszej Maryi Panny, którego autorem jest zapewne Szymon Czechowicz. Na zachodniej elewacji nawy południowej znajduje się obraz z XVIII wieku przedstawiający panoramę Wschowy, z jej głównymi zabytkami architektury. W świątyni mieści się też tablica pamiątkowa ku czci księdza Józefa Rogalińskiego, miejscowego proboszcza w latach 1777-1787, który jest autorem pierwszego w Polsce podręcznika do fizyki.

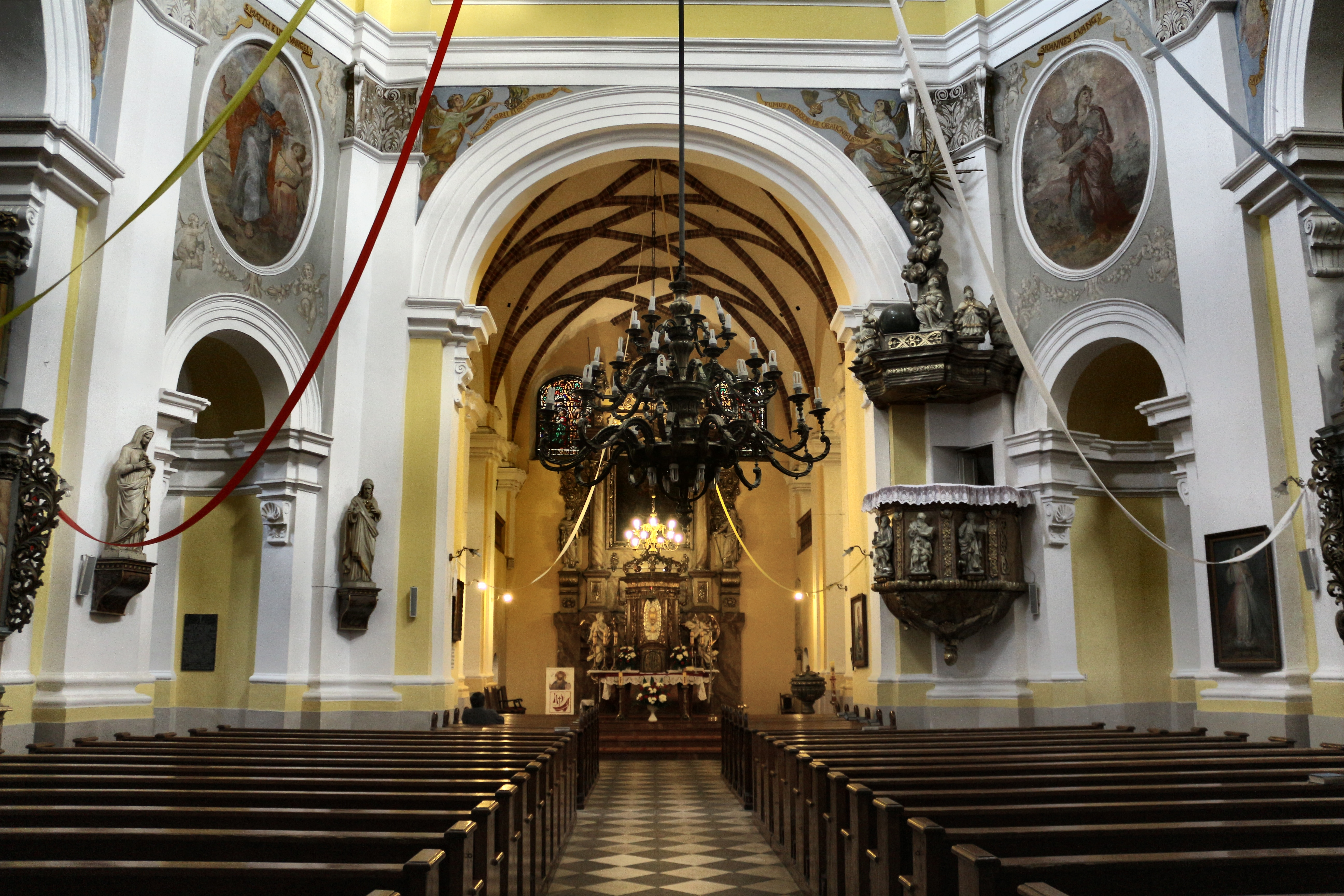
Wnętrze kościoła